# ウォーターメロン・マン
「ウォーターメロン・マン」（Watermelon Man）は、アメリカ合衆国のジャズ・ミュージシャン、ハービー・ハンコックが1962年に発表した楽曲。元々はインストゥルメンタルであったが、のちに歌詞が付けられたカヴァー・ヴァージョンも発表されている。

## 解説
ハンコックが少年時代に聞いていたシカゴのスイカ売りの口上にインスパイアされて作られた曲である。音楽評論家のレナード・フェザーは、本作の音楽性を「ゴスペルから強い影響を受けた16小節形式の曲」と説明している。
ハンコックは1973年のアルバム『ヘッド・ハンターズ』において、この曲をジャズ・ファンク・アレンジで再録音した。

## カヴァー

### モンゴ・サンタマリアによるカヴァー
この曲は、キューバのミュージシャンであるモンゴ・サンタマリアによるカヴァー・ヒットで広く知られることとなった。サンタマリアのヴァージョンは1963年、アメリカの総合シングル・チャートBillboard Hot 100で10位、『ビルボード』のR&Bシングル・チャートで8位に達し、1998年にはグラミーの殿堂入りを果たした。
サンタマリアによる「ウォーターメロン・マン」は、1998年の映画『アウト・オブ・サイト』のサウンドトラックで使用された。

### ジョン・ヘンドリックスによるカヴァー
アメリカのジャズ・ボーカリスト、ジョン・ヘンドリックスは1963年、自身が作詞した「ウォーターメロン・マン」のカヴァーをシングルA面曲として発表した。なお、イギリスのロック・バンド、マンフレッド・マンは、1965年のEP「The One in the Middle」において、ヘンドリックスの歌詞に基づく「ウォーターメロン・マン」のカヴァーを取り上げている。

### グロリア・リンによるカヴァー
グロリア・リンは1965年、自身が作詞した「ウォーターメロン・マン」のカヴァーをシングルA面曲として発表しており、リンのヴァージョンはBillboard Hot 100で62位、『ビルボード』のR&Bシングル・チャートで8位を記録した。

### その他
- クインシー・ジョーンズ - アルバム『ザ・ヒップ・ヒッツ』（1963年）に収録[12]。
- マーティ・ペイチ - アルバム『ロック・ジャズ・インシデント』（1966年）に収録[13]。
- デイヴィ・グレアム - アルバム『ミッドナイト・マン』（1966年）に収録[14]。
- アート・ファーマー - アルバム『プレイズ・ザ・グレイト・ジャズ・ヒッツ』（1967年）に収録[15]。
- アルバート・キング - ライブで演奏。1968年のライブ・アルバム『Live Wire/Blues Power』に収録[16]。
- エロル・ガーナー - アルバム『Up in Erroll's Room』（1968年）に収録[17]。
- バディ・ガイ - アルバム『ホールド・ザット・プレーン!』（1972年）に収録[18]。
- レイ・ブライアント - アルバム『イン・ザ・カット』（1974年）に収録[19]。
- 日野皓正 - アルバム『マシュ・ケ・ナダ』（1975年／再発時のタイトルは『黒いオルフェ』）に収録[20]。
- スライ&ロビー - アルバム『The 60's, 70's Into the 80's = Taxi』（1981年）に収録[21]。
- ミシェル・カミロ - アルバム『スルー・マイ・アイズ』（1997年）に収録[22]。
- バーニー・ウォーレル - アルバム『Standards』（2011年）に収録[23]。